# You Better Move On
You Better Move On è un brano di Arthur Alexander, da lui pubblicato nel 1961 come singolo, con al lato B A Shot of Rhythm and Blues, che arrivò alla 24ª posizione di Billboard.

## Le cover del brano

### Rolling Stones
I Rolling Stones inclusero una versione del brano sul loro eponimo EP del 1964, ed in seguito sull'album December's Children (And Everybody's) dell'anno seguente. Apparve successivamente in numerose altre raccolte.

#### Formazione
- Mick Jagger: voce
- Bill Wyman: cori, basso elettrico
- Keith Richards: chitarra
- Brian Jones: chitarra
- Charlie Watts: batteria[4]

### Billy "Crash" Craddock
Billy "Crash" Craddock pubblicò You Better Move On su un singolo del 1971. Arrivò alla 10ª posizione della classifica country.

### Ringo Starr
Ringo Starr registrò una versione del pezzo durante le sedute di registrazione di un album a Memphis, poi rimastro irrealizzato. Nella stessa occasione, vennero registrate altre quindici canzoni, tra cui I Can Help, Some Kind Of Wonderful, Beat Patrol, Ain't That a Shame, Shoo-Be-Doo-Be-Doo-Da-Day e Whisky and Soda. Il batterista, che però non riuscì a suonare la batteria nelle sessioni in quanto era ancora pesantemente alcolizzato, lasciò perdere l'album fino a quando la CSR Records volle pubblicarlo. Allora, Starr fece un'ingiunzione, e, in un tribunale di Atalanta, si bloccò la pubblicazione del disco, ma Ringo dovette pagare il produttore Chips Moman per le registrazioni effettuate. Ugualmente, l'LP apparve, assieme ad altro materiale, fra cui il discorso dell'ex-Beatle al processo, su un bootleg intitolato Go Cat Go in Minnesota nel 2003, ma giunsero copie d'importazione anche in Gran Bretagna.

### Altre versioni
- Boobby Vee, 1962
- The Hollies, 1964
- Peter Belli & Les Rivals, 1964
- The Andrew Loog Oldham Orchestra, 1966
- Les Ombres, 1966
- The Leaves, 1966
- Dean Martin, 1973
- Jimmy Velvet con i Kathy Scott Singers, 1973
- George Jones & Johnny Paycheck, 1980
- The Boys, 1980
- Pete Stride & John Palin, 1980
- Mink DeVille, 1981
- Katy Moffatt, 1990
- Chuck Jackson & Mark Knopfler, 1994
- Piet Veerman, 1995
- Sugar Ray, 1998
- Paul Asnell's Number Nine, 2000
- Alan Merrill, 2003
- Rock Nalle & The Yankees, 2004
- Harry Orlove, 2004
- Leon Helm, 2008[7]

#### Adattamento
Un adattamento del brano in lingua danese è stato scritto da Poul Martin Bonde e Steffen Brandt.

## Formazione
Questa sezione è riferita alla versione originale, quella di Alexander.
- Arthur Alexander: voce
- Therry Thompson: chitarra elettrica
- Forest Riley: chitarra acustica
- Norbert Putnam: basso elettrico
- David Briggs: pianoforte
- Jerry Carrigan: batteria
- Musicisti non accreditati: cori[9]